# Полк (окръг, Мисури)
Вижте пояснителната страница за други значения на Полк.
Окръг Полк (на английски: Polk County) е окръг в щата Мисури, Съединени американски щати. Площта му е 1663 km², а населението - 26 992 души (2000). Административен център е град Боливар.